# Uzunoluk
Uzunoluk ist ein Dorf im Landkreis Beyağaç der türkischen Provinz Denizli. Uzunoluk liegt etwa 91 km südwestlich der Provinzhauptstadt Denizli und 3 km östlich von Beyağaç. Uzunoluk hatte laut der letzten Volkszählung 809 Einwohner (Stand Ende Dezember 2010).